# Unterseeboot 58 (1939)
Pour les articles homonymes, voir Unterseeboot 58.
Le Unterseeboot 58 ou U-58 est un sous-marin allemand (U-Boot) de type II.C de la Kriegsmarine de la Seconde Guerre mondiale.
Comme les sous-marins de type II étaient trop petits pour des missions de combat dans l'océan Atlantique, il a été affecté principalement dans la Mer du Nord.

## Historique
Mis en service le 4 février 1939, l'U-58 est affecté à l'entrainement des équipages, dans la Unterseebootsflottille "Emsmann".
Il réalise sa première patrouille de guerre, partant du port de Wilhelmshaven, le 25 août 1939, sous les ordres de l'Oberleutnant zur See Herbert Kuppisch. Il rejoint Kiel le 9 septembre 1939 après seize jours en mer.
L'Unterseeboot 58 a effectué douze patrouilles, coulant six navires marchands pour un total de 16 148 tonneaux et un navire de guerre auxiliaire de 8 401 tonneaux, pour un total de 186 jours en mer.
Le 1er janvier 1940, l'U-58 est affecté à la 1. Unterseebootsflottille
Sa douzième patrouille commence le 14 octobre 1940, quittant Bergen sous les ordres de l'Oberleutnant zur See Heinrich Schonder et rejoint Kiel cinq jours plus tard le 18 octobre 1940.
Il quitte le service actif et rejoint le 1er janvier 1941 la 22. Unterseebootsflottille à Gotenhafen pour servir de navire-école, puis de même à partir du 1er janvier 1941 à la 19. Unterseebootsflottille à Pillau.
Il est désarmé en avril 1945.
Le 3 mai 1945, pour répondre aux ordres de l'amiral Karl Dönitz dans l'Opération Regenbogen, l'U-58 est sabordé à Kiel à la position géographique de 54° 19′ N, 10° 10′ E. Après guerre, il est démoli.

## Affectations
- Unterseebootsflottille "Emsmann" à Kiel du 4 février au 31 décembre 1939 (entrainement)
- 1. Unterseebootsflottille à Kiel du 1er janvier au 31 décembre 1940 (service active)
- 22. Unterseebootsflottille à Gotenhafen du 1er janvier 1941 au 30 juin 1944 (navire-école)
- 19. Unterseebootsflottille à Pillau du 1er juillet 1944 au 3 mai 1945 (navire-école)

## Commandements
- Kapitänleutnant Herbert Kuppisch du 4 février 1939 au 30 juin 1940
- Oberleutnant zur See Heinrich Schonder du 1er juillet au 24 novembre 1940
- Kapitänleutnant Hans-Joachim Rahmlow du 25 novembre 1940 au 6 avril 1941
- Oberleutnant zur See Horst Hamm du 7 avril au 3 septembre 1941
- Oberleutnant zur See Bruno Barber d'octobre 1941 au 31 août 1942
- Oberleutnant zur See Dietrich Schöneboom du 18 août au 14 décembre 1942
- Oberleutnant zur See Horst Willner du 15 décembre 1942 à février 1944
- Oberleutnant zur See Robert Rix de février au 30 juin 1944
- Oberleutnant zur See Richard Schulz de juillet 1944 au 3 mai 1945

## Patrouilles
|       | Commandant              | Départ           | Départ        | Arrivée           | Arrivée       | Jours     | Succès   |
| ----- | ----------------------- | ---------------- | ------------- | ----------------- | ------------- | --------- | -------- |
| 1     | Oblt. Herbert Kuppisch  | 25 août 1939     | Wilhelmshaven | 9 septembre 1939  | Kiel          | 16 jours  |          |
| 2     | Oblt. Herbert Kuppisch  | 23 octobre 1939  | Kiel          | 10 novembre 1939  | Kiel          | 19 jours  |          |
| 3     | Kptlt. Herbert Kuppisch | 29 novembre 1939 | Kiel          | 5 décembre 1939   | Kiel          | 7 jours   |          |
| 4     | Optlt. Herbert Kuppisch | 27 décembre 1939 | Kiel          | 8 janvier 1940    | Kiel          | 13 jours  | 4 426    |
| 5     | Kptlt. Herbert Kuppisch | 20 janvier 1940  | Kiel          | 25 janvier 1940   | Wilhelmshaven | 6 jours   |          |
| 6     | Kptlt. Herbert Kuppisch | 27 janvier 1940  | Wilhelmshaven | 8 février 1940    | Wilhelmshaven | 13 jours  | 815      |
| 7     | Kptlt. Herbert Kuppisch | 31 mars 1940     | Wilhelmshaven | 3 mai 1940        | Kiel          | 34 jours  |          |
| 8     | Kptlt. Herbert Kuppisch | 27 mai 1940      | Kiel          | 17 juin 1940      | Kiel          | 22 jours  | 8 401    |
| 9     | Oblt. Heinrich Schonder | 6 juillet 1940   | Kiel          | 22 juillet 1940   | Lorient       | 17 jours  | 1 591    |
| 10    | Oblt. Heinrich Schonder | 29 juillet 1940  | Lorient       | 12 août 1940      | Lorient       | 15 jours  | 4 360    |
| 11    | Oblt. Heinrich Schonder | 2 septembre 1940 | Lorient       | 20 septembre 1940 | Lorient       | 19 jours  |          |
|       | Oblt. Heinrich Schonder | 2 octobre 1940   | Lorient       | 12 octobre 1940   | Bergen        | 11 jours  | 4 956    |
| 12    | Oblt. Heinrich Schonder | 14 octobre 1940  | Bergen        | 18 octobre 1940   | Kiel          | 5 jours   |          |
| Total | Total                   | Total            | Total         | Total             | Total         | 186 jours | 24 549 t |

Note : Oblt. = Oberleutnant zur See - Kptlt. = Kapitänleutnant

## Navires coulés
L'Unterseeboot 58 a coulé 6 navires marchands pour un total de 16 148 tonneaux et 1 navire de guerre auxiliaire 8 401 tonneaux au cours des 12 patrouilles (186 jours en mer) qu'il effectua.
| Date             | Nom                  | Nationalité     | Tonnage (GRT) | Fait et localisation         |
| ---------------- | -------------------- | --------------- | ------------- | ---------------------------- |
| 1er janvier 1940 | Lars Magnus Trozelli | Suède           | 1 951         | Coulé au 58° 14′ N, 1° 36′ O |
| 3 janvier 1940   | Svartön              | Suède           | 2 475         | Coulé au 57° 48′ N, 1° 47′ O |
| 3 février 1940   | Reet                 | Estonie         | 815           | Coulé                        |
| 1er juin 1940    | HMS Astronomer       | Grande-Bretagne | 8 401         | Coulé au 58° 01′ N, 2° 12′ O |
| 18 juillet 1940  | Gyda                 | Norvège         | 1 591         | Coulé au 55° 50′ N, 9° 00′ O |
| 4 août 1940      | Pindos               | Grèce           | 4 360         | Coulé au 55° 22′ N, 8° 50′ O |
| 8 octobre 1940   | Confield             | Grande-Bretagne | 4 956         | Coulé                        |

### Sources
- (en) Cet article est partiellement ou en totalité issu de l’article de Wikipédia en anglais intitulé « German submarine U-58 (1938) » (voir la liste des auteurs).